# روبرت دوغان
روبرت دوغان (بالإنجليزية: Robert Duggan)‏ هو مسير أعمال أمريكي، ولد في عقد 1940.

## وصلات خارجية
- الموقع الرسمي